# I-League 2017-2018
L'I-League 2017-2018 (nota come Hero I-League per motivi di sponsorizzazione) è l'undicesima edizione della I-League, il campionato professionistico indiano di calcio per club, dalla sua istituzione nel 2007. Il torneo ha avuto inizio il 25 novembre 2017.

## Avvenimenti
Quest'anno l'I-League inizia senza il Bengaluru, in quanto è passato nella Indian Super League per partecipare alla sua quarta edizione.Tutte le federazioni di calcio dell'India hanno invitato le offerte il 21 luglio 2017 per avere nuove squadre in questa nuova stagione (tra cui: Bengaluru, Mumbai, Nuova Delhi, Ranchi, Jaipur, Jodhpur, Bhopal, Lucknow, Ahmedabad, Malappuram e Trivandrum
Il 20 settembre, dopo il secondo turno di valutazione delle offerte ha deciso di assegnare a Sree Gokulam Group il diritto di schierare la propria squadra nella stagione Hero I-League 2017-18, facendo entrare nelle 10 partecipanti il Gokulam Kerala Football Club. Infine il NEROCA è stato promosso dall'I-League 2nd Division. L'AIFF ha ripreso il progetto Indian Arrows facendoli partecipare a questa stagione di I-League.

### Super Cup
A partire da questa edizione le 10 squadre parteciperanno all'edizione inaugurale della Super Cup. Le prime 6 della classifica, parteciperanno direttamente alle fasi a eliminazione, mentre le ultime 4 passeranno prima per le qualificazioni del torneo.

## Squadre
| Squadra            | Luogo                          | Stadio                                                    |
| ------------------ | ------------------------------ | --------------------------------------------------------- |
| Aizawl             | Aizawl, Mizoram                | Rajiv Gandhi Stadium                                      |
| Chennai City       | Chennai                        | Marina Arena                                              |
| Churchill Brothers | Goa                            | Fatorda Stadium                                           |
| East Bengal        | Kolkata, West Bengal           | Salt Lake Stadium                                         |
| Indian Arrows      | Delhi, New Delhi Bambolim, Goa | Ambedkar Stadium GMC Bambolim Athletic Stadium            |
| Gokulam Kerala     | Kozhikode, Kerala              | EMS Stadium                                               |
| Minerva Punjab     | Chandigarh                     | Guru Nanak Stadium                                        |
| Mohun Bagan        | Kolkata, West Bengal           | Yuba Bharati Krirangan Barasat Stadium Mohun Bagan Ground |
| NEROCA             | Imphal, Manipur                | Khuman Lampak Main Stadium                                |
| Shillong Lajong    | Shillong, Meghalaya            | Nehru Stadium                                             |

## Classifica
|                  | Pos. | Squadra            | Pt | G  | V  | N | P  | GF | GS | DR  |
| ---------------- | ---- | ------------------ | -- | -- | -- | - | -- | -- | -- | --- |
| India (bandiera) | 1.   | Minerva Punjab     | 35 | 18 | 11 | 2 | 5  | 24 | 16 | +8  |
|                  | 2.   | NEROCA             | 32 | 18 | 9  | 5 | 4  | 20 | 13 | +7  |
|                  | 3.   | Mohun Bagan        | 31 | 18 | 8  | 7 | 3  | 28 | 14 | +14 |
|                  | 4.   | East Bengal        | 31 | 18 | 8  | 7 | 3  | 32 | 19 | +13 |
|                  | 5.   | Aizawl             | 24 | 18 | 6  | 6 | 6  | 21 | 18 | +3  |
|                  | 6.   | Shillong Lajong    | 22 | 18 | 6  | 4 | 8  | 17 | 25 | -8  |
|                  | 7.   | Gokulam Kerala     | 21 | 18 | 6  | 3 | 9  | 17 | 23 | -6  |
|                  | 8.   | Chennai City       | 19 | 18 | 4  | 7 | 7  | 15 | 24 | -9  |
|                  | 9.   | Churchill Brothers | 17 | 18 | 5  | 2 | 11 | 17 | 28 | -11 |
|                  | 10.  | Indian Arrows      | 15 | 18 | 4  | 3 | 11 | 13 | 24 | -11 |

Legenda:

      Campione I-League e ammessa alle qualificazioni di AFC Champions League 2019.
      Ammesse assieme al campione alla fase a eliminazione diretta della Super Cup 2018.
      Ammesse assieme a Churchill Brothers al girone di qualificazione della Super Cup 2018.
      Retrocessa in I-League 2nd Division.